# Constantin Dumitrescu (kolarz)
Constantin Dumitrescu (ur. 10 sierpnia 1934 w Bukareszcie) – rumuński kolarz szosowy.

## Ważniejsze zwycięstwa i sukcesy
- 1954
  - Dookoła Rumunii
- 1955
  - Dookoła Rumunii
- 1956
  - Dookoła Rumunii
  - drugi w Wyścigu Pokoju
- 1963
  - drugi w Milk Race
    - dwa wygrane etapy
- 1964
  - wygrany etap w Wyścigu Pokoju